# Communauté de communes de l'Alta Rocca
La communauté de communes de l'Alta Rocca est une communauté de communes française, située dans le département de la Corse-du-Sud et la région Corse.

## Histoire
Créé en 2000, le regroupement économique de la communauté de communes de l'Alta Rocca est situé dans la micro-région de l'Alta Rocca. Il convient de noter que toutes les communes de la microrégion ne sont pas membres de ce regroupement économique.
Les communes de Conca et de Sari-Solenzara, issues de la communauté de communes de la Côte des Nacres, rejoignent la communauté le 1er janvier 2017.

## Composition
La communauté de communes est composée des 18 communes suivantes :

| Nom                     | Code Insee | Gentilé      | Superficie (km2) | Population (dernière pop. légale) | Densité (hab./km2) |
| ----------------------- | ---------- | ------------ | ---------------- | --------------------------------- | ------------------ |
| Levie (siège)           | 2A142      | Lévianais    | 85,85            | 674 (2022)                        | 7,9                |
| Altagène                | 2A011      |              | 4,77             | 54 (2022)                         | 11                 |
| Aullène                 | 2A024      | Auddaninchi  | 40,92            | 183 (2022)                        | 4,5                |
| Carbini                 | 2A061      | Carbinais    | 16,47            | 117 (2022)                        | 7,1                |
| Cargiaca                | 2A066      | Cargiacais   | 7,87             | 62 (2022)                         | 7,9                |
| Conca                   | 2A092      | Concais      | 77,96            | 1 167 (2022)                      | 15                 |
| Loreto-di-Tallano       | 2A146      | Loretains    | 6,93             | 49 (2022)                         | 7,1                |
| Mela                    | 2A158      | Mélais       | 4,63             | 34 (2022)                         | 7,3                |
| Olmiccia                | 2A191      |              | 11,22            | 116 (2022)                        | 10                 |
| Quenza                  | 2A254      |              | 95,67            | 185 (2022)                        | 1,9                |
| Sainte-Lucie-de-Tallano | 2A308      |              | 25,57            | 382 (2022)                        | 15                 |
| San-Gavino-di-Carbini   | 2A300      |              | 47,88            | 1 162 (2022)                      | 24                 |
| Sari-Solenzara          | 2A269      | Sarais       | 73,85            | 1 447 (2022)                      | 20                 |
| Serra-di-Scopamène      | 2A278      |              | 20,42            | 117 (2022)                        | 5,7                |
| Sorbollano              | 2A285      | Sorbollanais | 7,7              | 65 (2022)                         | 8,4                |
| Zérubia                 | 2A357      |              | 13,18            | 46 (2022)                         | 3,5                |
| Zonza                   | 2A362      | Zonzais      | 134,46           | 2 869 (2022)                      | 21                 |
| Zoza                    | 2A363      | Zozais       | 5,05             | 66 (2022)                         | 13                 |

## Démographie
| 1968  | 1975  | 1982  | 1990  | 1999  | 2010  | 2015  | 2021  |
| ----- | ----- | ----- | ----- | ----- | ----- | ----- | ----- |
| 5 841 | 6 090 | 6 214 | 6 348 | 6 469 | 8 085 | 8 479 | 8 598 |